# Eremophila aureivisca
Eremophila aureivisca är en flenörtsväxtart som beskrevs av Chinnock. Eremophila aureivisca ingår i släktet Eremophila och familjen flenörtsväxter. Inga underarter finns listade i Catalogue of Life.